# Izraelská literatura

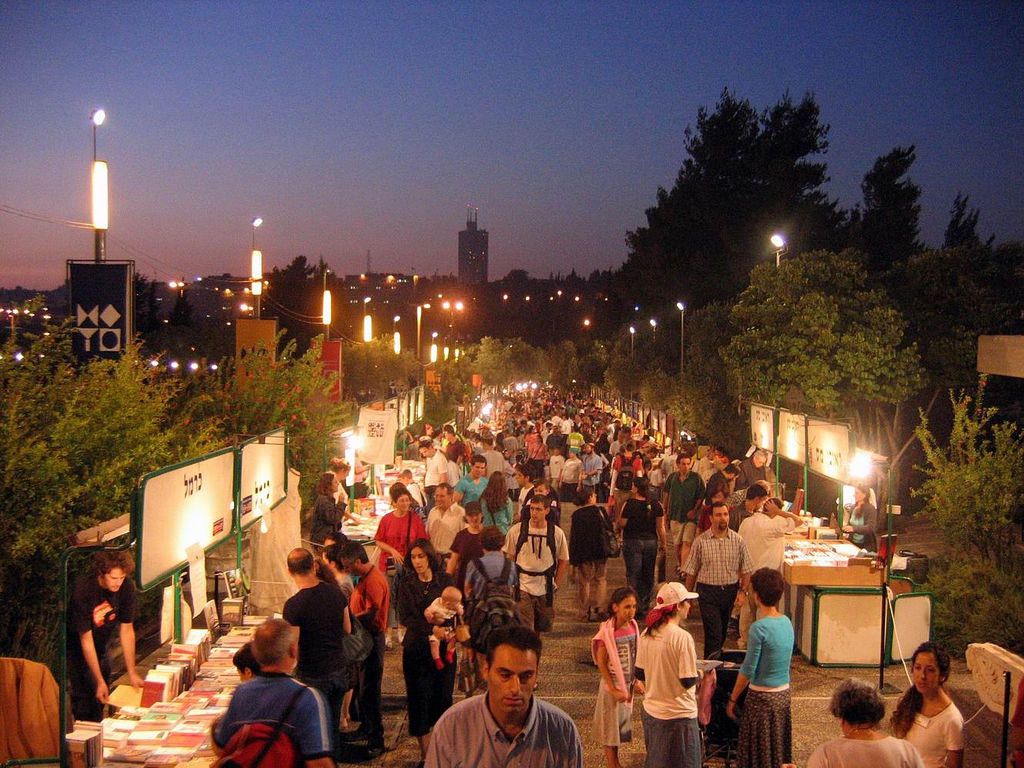
Týden hebrejské knihy, 2005, Jeruzalém

Izraelská literatura je literatura vycházející ve Státě Izrael. Z velké části je psaná v hebrejštině, malá část pak v arabštině, jidiš nebo ruštině. Obrovské množství hebrejských monografií lze přičíst na vrub renesanci hebrejského jazyka v polovině 19. století. Malá část literatury je však publikována i například v arabštině nebo angličtině.
Izraelský zákon stanovuje, že dvě kopie všech knih vydaných v Izraeli, musí být uloženy do Národní a univerzitní knihovny v Hebrejské univerzitě v Jeruzalémě. V roce 2001 byl zákon doplněn o audio a video nahrávky a jiné typy netištěných médií. K roku 2006 bylo 85 % z ukládaných knih do knihovny v hebrejštině. Každoročně se v červnu koná festival Týden hebrejské knihy. Na tomto festivalu je veletrh knih, autorská čtení a představení se izraelských autorů. Během tohoto týdne je také udílena nejprestižnější izraelská literární Sapirova cena.

## Období založení Státu Izrael (40. a 50. léta)

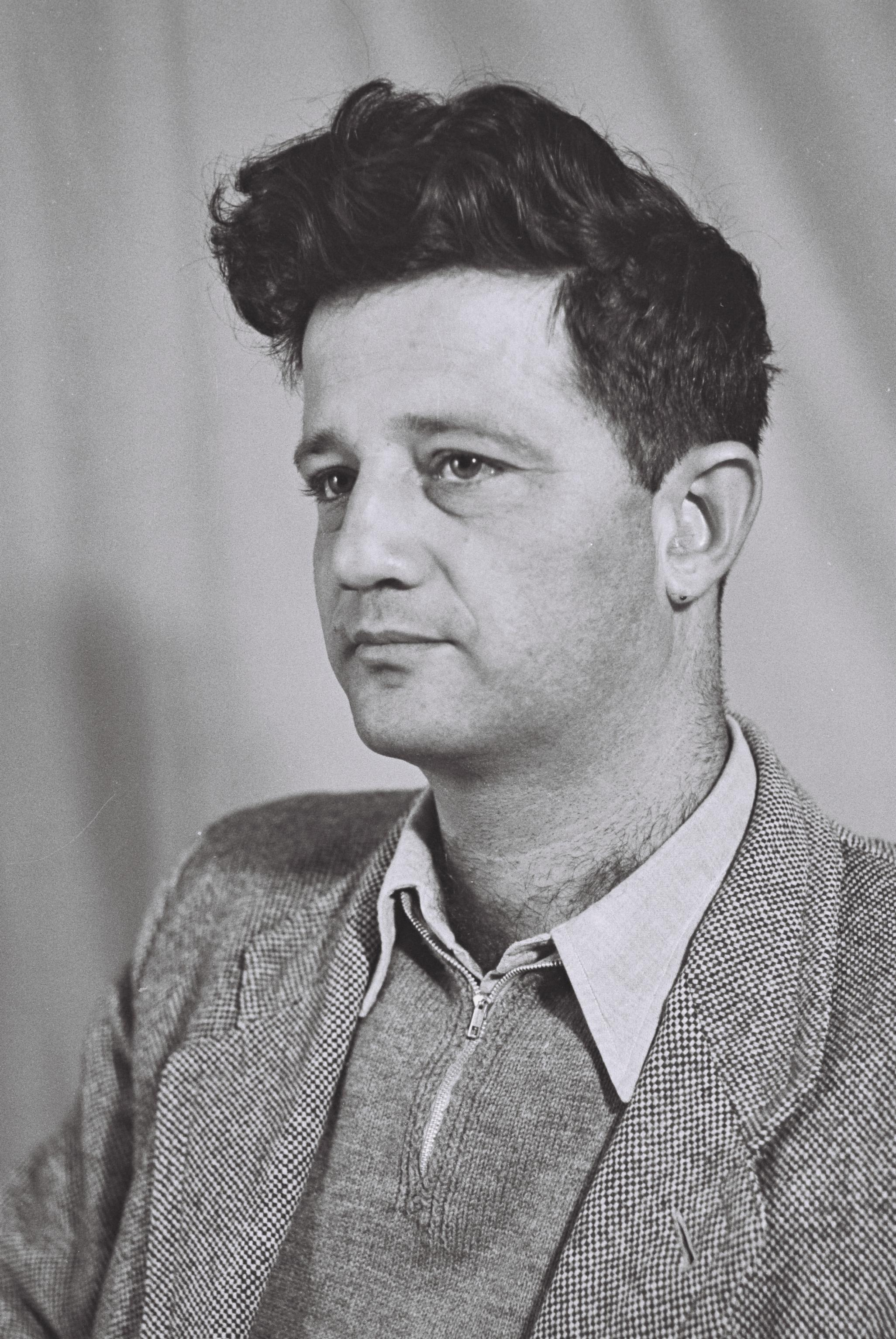
S. Jizhar (1916–2006)

### Generace Palmachu
Generace Palmachu (popř. generace 1948, generace války za nezávislost nebo generace Země [tj. Izraele]) je označení skupiny autorů, většinou dříve sloužících v Palmachu, kteří představovali hybnou sílu izraelské hebrejské literatura v 40. a 50. letech 20. století. Centrální motiv v dílech těchto autorů představuje zakládání Státu Izrael a Válka za nezávislost.
Mezi nejvýznamnější spisovatele generace Palmachu se řadí: Moše Šamir, Chajim Chefer, S. Jizhar, David Šachar, Natan Šacham, Aharon Meged, Chanoch Bartov, Jehudit Hendel, Jonat a Alexandr Soned, Jig'al Mossinson, Benjamin Tamuz, Na'omi Fraenkel, Aharon Amir, David Šcham. Mezi básníky této generace patřili tito představitelé: Avraham Šlonsky, Natan Alterman, Amir Gilboa, Zrubavel Gil'ad, Chajim Guri, Jicchak Šalev. Divadelní hry tvořili například: Nisim Aloni, Moše Šamir, Natan Šacham, Aharon Meged.
Paralelně s generací Palmachu tvořila také menší skupina, jež se nazývala Kena'anité, vedl ji Jonatan Ratoš a patřil do ní například také Amos Kenan.

### Noví imigranti
Ve stejné době přicházeli do Izraele noví imigranti, kteří s sebou přinášeli vzpomínky na holokaust, partyzány a povstání v ghettech i stesk po svých zavražděných příbuzných. Někteří hledali nové způsoby života a stávali se z nich horliví Izraelci, jako například Dan Ben-Amoc nebo Efrajim Kišon. Noví imigranti navíc často obohatili izraelskou literaturu o inspiraci, kterou si přinesli ze své rodné země.

## Nová vlna (60. léta)

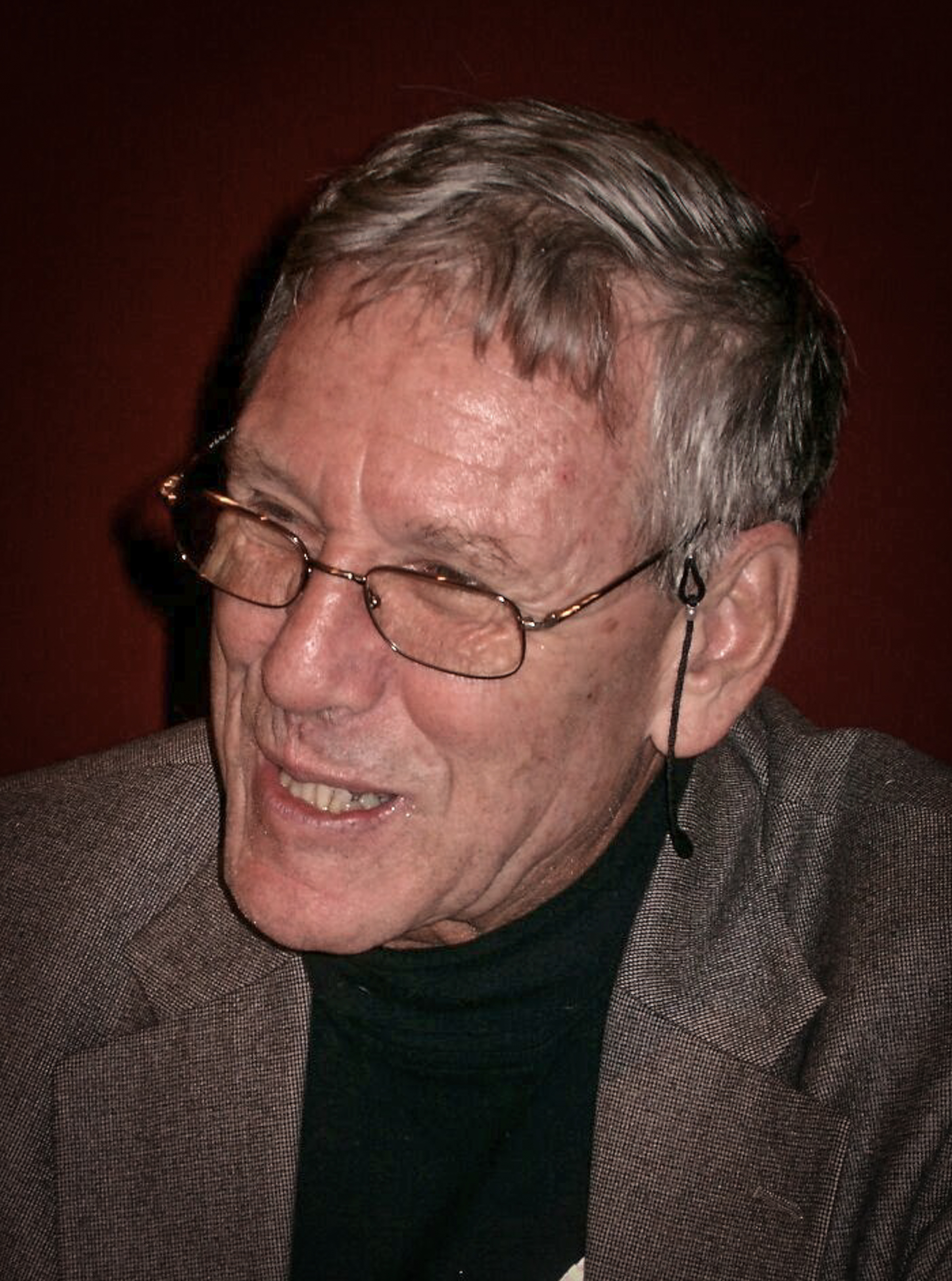
Amos Oz (1939–2018)

Jako „nová vlna“ se označuje skupina autorů, kteří začali tvořit v 60. letech 20. století. V jejich díle kvůli nepříjemné realitě dalších válek (sinajská a šestidenní) ustoupilo nadšení spojené se zakládáním židovského státu a kibuců a naopak v nich vzrostl důraz na individuum (mj. pod vlivem existencialismu) a přibylo ironie, kritičnosti, alegorie a symbolismu. Mezi nejvýznamnější spisovatele patří zejména: Amos Oz, Avraham B. Jehošua, Amalia Kahana-Karmon, Aharon Appelfeld, Jehošua Kenaz, Dan Calka, Pinchas Sade, Amnon Šamoš, Sami Micha'el, Šim'on Balas. Předními básníky této generace se stali: Jehuda Amichai, Moše Dor, Arje Sivan, David Avidan, Dan Pagis, Natan Zach, Dalija Ravikovič, Jisrael Pinkas, Jona Wallach, Me'ir Wieseltier, Ja'ir Hurwitz.

## Období realismu (70. léta)
V 70. letech nastoupila na scénu nová generace, jejíž tvorba se vyznačovala realismem. Mezi tyto spisovatele patří například Ja'akov Šabtaj, Jicchak Ben-Ner, Chajim Be'er, Rut Almog, Eli Amir, David Schütz, David Grossman či Me'ir Šalev. Předními básníky byli: Rony Somek nebo Amir Or. Na poli divadla vynikal Jehošua Sobol a Hilel Mittelpunkt.

## Nové hlasy (80. a 90. léta)
Pojmem „nové hlasy“ se označují spisovatelé tvořící v 2. polovině 80. let a v 90. letech 20. století a náležející k postmoderně. Do tohoto proudu se řadí spisovatelé Etgar Keret, Dan Benaja-Seri, Nava Semel, Orli Castel, Savyon Liebrecht, Gavriela Avigur-Rotem, Jicchak Bar-Josef, Jehudit Kacir, Cruja Šalev či Alona Kimchi.